# الأمن الوقائي الفلسطيني
الأمن الوقائي الفلسطيني هو جهاز أمني داخلي تابع للسلطة الوطنية الفلسطينية، يعمل في الضفة الغربية فقط منذ الانقسام الفلسطيني بين حركتي فتح وحماس، يتميز عمله بالسرية ومهامه أمنية داخلية تشمل مكافحة الجرائم الداخلية في عدة مجالات منها مكافحة التجسس ومكافحة الإرهاب.
ويعمل لحماية مؤسسات السلطة الفلسطينية في الضفة الغربية من الاعتداءات الداخلية وله سجون للتحقيق بهدف الكشف عن «الجرائم». المتعلقة بالامن الداخلي المحتملة قبل حدوثها، ومن هنا جاء تسميته بالوقائي. وجميع عناصره من فلسطينيي الضفة الغربية وقطاع غزة وليسوا من العائدين في الفترة اللاحقة لاتفاقية أوسلو عام 1993م في عهد الرئيس الفلسطيني الراحل ياسر عرفات.

## تاريخ
تأسس جهاز الأمن الوقائي وبدأ عمله على الأرض رسمياً في 13 سبتمبر 1993 تحت قيادة الفريق جبريل الرجوب حتى عام 2002 وبعد الانتخابات التشريعية الفلسطينية 2006 في عهد الرئيس محمود عباس تم توحيد جهاز الأمن الوقائي في الضفة وغزة وتعيين رشيد أبو شباك رئيساً له حتى إقالته عام 2007 عقب أحداث غزة. ومن ثم تسلم الجهاز في الضفة وغزة اللواء زياد هب الريح، والان يقتصر عمله على الضفة الغربية بشكل رئيسي وغزة بشكل فرعي نتيجة لأحداث الانقسام الفلسطيني.

### اتفاق مع إسرائيل للتأسيس
وتعود حرية حركة وعمل الأجهزة الأمنية الفلسطينية وخاصة جهاز الأمن الوقائي إلى اتفاق تم التوصل إليه في روما في يناير 1994م، بين محمد دحلان وجبريل الرجوب (الذين أصبحا رئيسي الجهاز في قطاع غزة والضفة الغربية) من جهة، وكل من يعقوب بيري رئيس جهاز الأمن العام الإسرائيلي (شين بيت) آنذاك، وأمنون ليبكين شاحاك نائب رئيس هيئة أركان الجيش الإسرائيلي من جهة أخرى. ولم يكن هذا الجهاز واردا في إتفاقات واشنطن أو القاهرة، ولكن في إتفاق شفوي بين الطرفين. ويرجع اختيار جبريل الرجوب ومحمد دحلان لثقة القادة الفلسطينيين آنذاك وكذلك الثقة الصادرة عن الجيش الإسرائيلي.
وقد توصل الطرفان في ذلك الاجتماع إلى أن إسرائيل سوف تعطي جهاز الأمن الوقائي حرية الحركة والعمل في مختلف المناطق الفلسطينية مقابل أن يقوم الجهاز بحملة واسعة ضد المعارضة الفلسطينية والشبكات الإسلامية المسلحة آنذاك وخاصة حركة حماس.

## إتهامات وجهت للجهاز
اتهمت حركة المقاومة الإسلامية (حماس) عام 2002 جهاز الأمن الوقائي وكان بقيادة جبريل الرجوب بأنه قام بتسليم المعتقلين من كتائب القسام المحتجزين في سجن مقر الأمن الوقائي المحاصر في بيتونيا للإسرائيليين وذلك في أوائل شهر أبريل/نيسان 2002، كما أنها كانت تتهم الجهاز بتعذيب المقاومين الفلسطينيين وتسليمهم للإسرائيليين. بينما تم نفي هذه الاتهامات لكون الجهاز يعد جهة تنفيذية للقانون وليست تشريعية وعليه لا يد له في اخذ قرار الاعتقال او الافراج عن المواطنين
وواجه جهاز الأمني الوقائي اتهامات على خلفية دوره في ممارسات الاعتقال السياسي ضد الفصائل المختلفة في مدن الضفة الغربية خاصة ضد أنصار حركة «حماس» وهو ما تقوم به الحركة بنفسها ضد المنتمين للفصائل المختلفة في قطاع غزة منذ انقلابها على الشرعية الفلسطينية واستيلائها على السلطة هناك، فيما لم يتم اثبات أن أي من الاعتقالات تمت على هذا الأساس حيث يتم عرض المعتقلين على المحاكم بعد الاحتجاز والتحقيق معهم ولا يوجد أي بند قانوني يسمح بالاعتقال على أساس سياسي 

### تسليم قادة من كتائب القسام للإسرائيليين
قال القيادي بكتائب القسام سليم حجة وأحد الذين قام جهاز الأمن الوقائي بتسليمهم للجيش الإسرائيلي، انه تم اعتقاله من جهاز الوقائي بقيادة الرجوب، ونقله بالتنسيق مع سلطات الاحتلال إلى سجن بيتونيا، حيث اخبروه أنه سيتم نقله من نابلس إلى المقر العام في بيتونيا-رام الله بتنسيق أوروبي. وحين وصلوا إلى الحاجز الإسرائيلي «حوارة» وحضر ضابط إسرائيلي كبير وتأكد من هويته فرافقتهم آليتان عسكريتان إسرائيليتان إلى مدخل رام الله، وهناك أدخلوه إلى زنزانة في قسم التحقيق لمدة 30 يوما. التقى فيها مع بلال البرغوثي، وأحمد أبو طه، وعماد الشريف، وإسماعيل شقشق، وإبراهيم الشوعاني، وأحمد البايض وآخرين، وكان كل السجناء معتقلون على خلفية المشاركة في المقاومة، وهم من الجهاد الإسلامي والجبهة الشعبية وحماس ولكن أخطر المطلوبين كان هو وبلال وأبو طه. ورغم إبلاغ مدير السجن انه يوجد قرار بالإفراج عنهم، ولكه لم يتم.
وقال: " بدأت الدبابات الإسرائيلية بالتقدم نحو المقر، فحضر نائبا قائد جهاز الأمن الوقائي أبو أسامة الجبريني وزكريا مصلح، وتناقشنا معهم، ولم نشعر منهما بأي اهتمام بما يجري في رام الله، وكأنهما على ثقة أن جنود الاحتلال لن يدخلوا مقر الجهاز، ورفضوا تسليحنا، فطلبنا سلاحنا الشخصي الذي تم مصادرته منا لحظة اعتقالنا، وأيضا رفضوا.
تقدمت الجرافات نحو المقر وبدأت بهدم الأسوار وعندها أخرجونا إلى وسط المقر في غرف مراقبة المحطات الفضائية والمحلية المليئة بأجهزة التلفاز، فبدأنا بمتابعة الأخبار، فإذا بجبريل الرجوب يقول في مقابلة مباشرة انه: «لا يوجد عندي مطلوبين للاحتلال ولا معتقلين، وانه لا يزال بالمقر وأن قواته المدربة والمجهزة ستقاوم حتى أخر رجل ولم ترفع الراية البيضاء... فشعرنا بمؤامرة كبيرة تحاك ضدنا عندما سمعناه ينكر وجودنا»..
وكنا قد سبق وهربنا أجهزة جوال، فطلبت من الأخ إسماعيل شقشق من خان يونس أن يحضر رقم الدكتور عبد العزيز الرنتيسي ويخبره بما حصل معنا فاتصل به واخبره بكل ما يدور (وما زالت هذه المكالمات التي أجريناها مع قادة الحركة في القطاع مسجلة على مواقع النت).. طلبنا من الدكتور الرنتيسي أن يخرج على قناة الجزيرة ولكنه طلب منا تأجيل الأمر إلى حين محاولة إقناع قيادة الوقائي بتسليحنا.. كنا على تواصل دائم مع قادة الحركة بالقطاع الشهداء صلاح شحادة والدكتور نزار ريان رحمهما الله.
كما زعم الرجوب بمكالمته المسجلة مع الرنتيسي أن زوجتي وأولادي عندي، والحقيقة أنه لم يكن لدي أولاد ولم تكن زوجتي معي."
ثم محاصرة جنود الاحتلال للمقر عام 2002 وهدم أجزاء كبيرة منه واعقتالهم دون السماح لهم بالمقاومة.

## تعذيب وقتل التيارات الإسلامية
كُلف دحلان عام 1994 بتأسيس جهاز الأمن الوقائي في غزة، وهو الجهاز المتهم بشكل مباشر بممارسة التعذيب ضد معارضي أوسلو في ذلك الوقت مثل أبناء حركة حماس والجهاد الإسلامي.
وقد أقرّ نائب وزير الدفاع الإسرائيلي الأسبق زئيف بويم بمسؤولية «رجال» دحلان عن قتل أربعين من معارضيه في لقاء سٌجل عام 2004.
اتهم جهاز الأمن الوقائي بالفساد المستشري في المجتمع الفلسطيني وحاول كبح جماح الفصائل الفلسطينية التي تسيطر على الشارع الفلسطيني والتي تحاول فرض قوانينها الخاصة، مطبقاً اتفاقات اسلو بالتعاون مع إسرائيل من أجل الحد من المقاومة الفلسطينية عبر التنسيق مع الأجهزة الأمنية الإسرائيلية. وذلك عن طريق محمد دحلان رئيس الجهاز السابق؛ بسبب تمتعه بتأييد إسرائيل التي أعنيت بنقل السيطرة في غزة إليه، عوضاً عن انتقالها إلى حماس أو أية جهة أخرى يكلفها عرفات.

### مقتل محيي الدين الشريف
محيي الدين الشريف قائد عسكري في كتائب الشهيد عز الدين القسام الجناح العسكري لحماس، ويعتبر خليفة يحيى عياش في هندسة المتفجرات، ولهذا يلقب بالمهندس الثاني في كتائب القسام.
اعتقلته السلطة الفلسطينية التابعة لحركة فتح في 1998، وتعرض للتعذيب الشديد في سجن جهاز الأمن الوقائي برئاسة جبريل الرجوب آنذاك، مما أدى لبتر ساقه وقطعها.
وفي 29 آذار 1998 دوى انفجار في بلدية بيتونيا الصناعية في مدينة رام الله وعلى بعد مئات الأمتار من المقر الرئيسي لجبريل الرجوب، ووجدت جثة محيي الدين الشريف داخل سيارة مشتعلة.
وتختلف رواية مقتله بين حركتي فتح وحماس، رواية السلطة الفلسطينية على لسان الطيب عبد الرحيم تقول: انها وجدت جثة محيي الدين في السيارة التي انفجرت، واتهمت حماس بتفجيرها حتى وصل الأمر بنبيل أبو ردينة مستشار رئيس السلطة ياسر عرفات إلى إتهام ستين شخصاً في حماس من بينهم عبد العزيز الرنتيسي.
أما رواية حركة حماس بعد تحقيقاتها على لسانها نتيجة التحقيق:

```
«
أن الأخ محي الدين الشريف وقع قبل مقتله بمدة وجيزة أسيراً في قبضة جهاز الأمن الوقائي التابع للسلطة الفلسطينية الذي يرأسه جبريل الرجوب، وانه تعرض لتعذيب شديد -كعادة الأجهزة الأمنية التابعة للسلطة- فلم يستطع تحمل وطأته فلفظ أنفاسه الأخيرة بين يدي جلاديه من من بني جلدته هذه المرة، مما اضطر جهاز الأمن الوقائي إلى فبركة عملية انفجار السيارة بعد أن وضعت جثته -رحمه الله- داخلها وهي عارية تماماً، لتتحول في غضون ذلك إلى كتلة من اللهب وبعد ذلك عاد رجال الأمن الوقائي إلى مقرهم وكأن شيئاً لم يكن. وقد توصلت حركة حماس إلى أنه لا توجد أدنى علاقة لأي من الأجهزة الأمنية اليهودية بهذه العملية، وأنها محض تصفية (فلسطينية)، ولذلك اتخذت قيادة الحركة قراراً صارماً بعدم نشر نتائج التحقيق في أوساط قواعد الحركة 
وكتائب الشهيد عز الدين القسام
 بالأخص أو الرأي العام، ويرجع السبب في ذلك إلى تخوف قيادة الحركة من ردود فعل قد تتخذها قواعد الجناح العسكري للحركة وتستهدف فيها أياً من رموز 
السلطة الفلسطينية
، وبالأخص مسؤولي الأجهزة الأمنية وعلى رأسهم جبريل الرجوب، الأمر الذي تعتبره قيادة حماس خطاً احمر ينبغي عدم تجاوزه لتجنب الدخول في حروب جانبية على حساب السياسة العامة للحركة وهي مواجهة العدو الصهيوني، ومن ثم فالحركة لم ترد إعطاء المسوغات لأبنائها للقيام بمثل هذه الأعمال ومما يفسر هذا الأمر الانتقادات الشديدة التي وجهتها قيادة الحركة في تلك الفترة إلى المدعو جبريل الرجوب، بل وطالبت 
ياسر عرفات
 بإقصائه عن موقعه في مرات مختلفة.
»
.
[
15
]
```

## استخدام فيسبوك
في أبريل 2021، نشر فيسبوك على صفحة أخباره الرسمية إيقافه عمل مجموعتي فيسبوك يتصل نشاطهما بجهاز الأمن الوقائي الفلسطيني تعملان على اختراق الاجهزة عبر نشر برمجيات خبيثة، وأن الأنشطة انطلقت من مناطق الضفة الغربية المحتلة وركّزت على المناطق الفلسطينية وسوريا، بالإضافة إلى تركيا والعراق ولبنان وليبيا بدرجة أقل. واعتمدت على الهندسة الإجتماعية لخداع المستخدمين ليفتحو وصلات خبيثة وتثبيت برمجيات خبيثة على أجهزهتهم، مستهدفة طيفا واسعا من الأهداف بما فيهم صحفيين ومعارضين للحكومة التي تتزعمها حركة فتح، وناشطي حقوق إنسان بالإضافة لمجموعات مسلحة بما فيها المعارضة السورية والجيش العراقي.

## قادة
- محمد دحلان (غزة) (1994 - 2002).
- جبريل الرجوب (الضفة الغربية)1994 - 2002.
- زهير المناصرة (الضفة الغربية) (2002-2004)[17]
- زياد هب الريح [18] (2004 -)
- رشيد أبو شباك (؟ - ؟)[19][20]
- سليمان أبو مطلق (غزة) (؟ - ؟) [21][22][23][24]
- رشيد أبو شباك (الضفة الغربية وقطاع غزة) (2006[18] - 2007)
- يوسف عيسى (غزة) (؟ 2007[25] ؟)[25]
- زياد هب الريح (الضفة الغربية وفيما بعد الضفة وغزة) لغاية الآن.
- عبد القادر التعمري من (2022- الآن)